# Taenionema pacificum
Taenionema pacificum is een steenvlieg uit de familie vroege steenvliegen (Taeniopterygidae). De wetenschappelijke naam van de soort is voor het eerst geldig gepubliceerd in 1900 door Banks.